# Holden Commodore/Berlina/Calais Break
De Holden Commodore/Berlina/Calais Break is de vijfdeurs breakuitvoering van de Australische wagen Holden Commodore/Berlina/Calais. Er zijn vier versies beschikbaar, qua vermogen variërend van 152 tot 235 kW.

## Versies
De Berline is verkrijgbaar in vier versies.
Technische specificaties:
| Versie                           | 3.8 V6                    | 3.8 V6 automaat           | 5.7 V8 225kW automaat     | 5.7 V8 235kW automaat     |
| -------------------------------- | ------------------------- | ------------------------- | ------------------------- | ------------------------- |
| koetswerk                        | vijfdeurs stationwagen    | vijfdeurs stationwagen    | vijfdeurs stationwagen    | vijfdeurs stationwagen    |
| plaatsen                         | 5                         | 5                         | 5                         | 5                         |
| motor                            | V6; 3.8                   | V6; 3.8                   | V8; 5.7                   | V8; 5.7                   |
| motorligging                     | vooraan, in de lengte     | vooraan, in de lengte     | vooraan, in de lengte     | vooraan, in de lengte     |
| vermogen                         | 152 kW bij 5200 tpm       | 152 kW bij 5200 tpm       | 225 kW bij 5200 tpm       | 235 kW bij 5200 tpm       |
| trekkracht                       | 305 Nm bij 3600 tpm       | 305 Nm bij 3600 tpm       | 460 Nm bij 4400 tpm       | 465 Nm bij 4400 tpm       |
| cilinderinhoud                   | 3791 cc                   | 3791 cc                   | 5665 cc                   | 5665 cc                   |
| kleppen                          | 12                        | 12                        | 16                        | 16                        |
| versnellingen                    | 5, manueel                | 4, automaat               | 4, automaat               | 4, automaat               |
| brandstof                        | benzine, cilinderinjectie | benzine, cilinderinjectie | benzine, cilinderinjectie | benzine, cilinderinjectie |
| boring                           | 97,0 mm                   | 97,0 mm                   | 99,0 mm                   | 99,0 mm                   |
| slag                             | 86,0 mm                   | 86,0 mm                   | 92,0 mm                   | 92,0 mm                   |
| compressieverhouding             | 9,4                       | 9,4                       | 10                        | 10,1                      |
| wielen                           | 6J                        | 6J                        | 6J                        | 6J                        |
| banden voor                      | 225/55R16                 | 225/55R16                 | 225/55R16                 | 225/55R16                 |
| banden achter                    | 225/50R16                 | 225/50R16                 | 225/50R16                 | 225/50R16                 |
| remmen voor                      | geventileerde schijven    | geventileerde schijven    | geventileerde schijven    | geventileerde schijven    |
| remmen achter                    | geventileerde schijven    | geventileerde schijven    | geventileerde schijven    | geventileerde schijven    |
| aandrijving                      | achter                    | achter                    | achter                    | achter                    |
| stuur                            | hydraulisch               | hydraulisch               | hydraulisch               | hydraulisch               |
| wielbasis                        | 2938 mm                   | 2938 mm                   | 2938 mm                   | 2938 mm                   |
| lengte                           | 5046 mm                   | 5046 mm                   | 5046 mm                   | 5046 mm                   |
| breedte                          | 1847 mm                   | 1847 mm                   | 1847 mm                   | 1847 mm                   |
| hoogte                           | 1521 mm                   | 1521 mm                   | 1521 mm                   | 1521 mm                   |
| spoor voor                       | 1569 mm                   | 1569 mm                   | 1569 mm                   | 1569 mm                   |
| spoor achter                     | 1587 mm                   | 1587 mm                   | 1587 mm                   | 1587 mm                   |
| leeggewicht                      | 1585 kg                   | 1585 kg                   | 1585 kg                   | 1585 kg                   |
| koffer                           | 2683 liter                | 2683 liter                | 2683 liter                | 2683 liter                |
| tank                             | 75 liter                  | 75 liter                  | 75 liter                  | 75 liter                  |
| brandstofverbruik in de stad     | 11,5 liter/100 km         | 11,5 l/100 km             | 13,5 l/100 km             | 13,5 l/100 km             |
| brandstofverbruik buiten de stad | 7 liter/100 km            | 7 l/100 km                | 8,5 l/100 km              | 8,5 l/100 km              |

Historische modellen: 
Adventra ·
Apollo ·
Astra ·
Barina ·
Barina Spark ·
Belmont ·
Brougham ·
Business ·
Calibra ·
Camira ·
Caprice/Statesman ·
Captiva 5 ·
Captiva 7 ·
Colorado ·
Combo ·
Commodore ·
Crewman ·
Cruze ·
Drover ·
Epica ·
Frontera ·
Gemini ·
Jackaroo ·
Kingswood ·
Malibu ·
Monaro ·
Nova ·
One Tonner ·
Panel Van ·
Piazza ·
Premier ·
Rodeo ·
Sandman ·
Scurry ·
Shuttle ·
Special ·
Standard ·
Suburban ·
Sunbird ·
Tigra ·
Torana ·
Ute/Utility ·
Utility/Coupe Utility ·
Vectra ·
Viva ·
Volt
Zafira
Hoofdseries: 
FX · 
FJ · 
FE · 
FC · 
FB · 
EK · 
EJ · 
EH · 
HD · 
HR · 
HK · 
HT · 
HG · 
HQ · 
HJ · 
HX · 
HZ · 
VB · 
VC · 
VH · 
VK · 
VL · 
VN · 
VP · 
VR · 
VS · 
VT · 
VX · 
VY · 
VZ · 
VE · 
VF
Nevenseries:
WB · 
VG · 
VQ · 
VU · 
WH · 
WK · 
WL · 
WM · 
WN